# Gruzja na Mistrzostwach Świata w Lekkoatletyce 2009
Gruzja na Mistrzostwach Świata w Lekkoatletyce 2009, reprezentowana była przez dwoje zawodników - jedną kobietę i jednego mężczyznę.

## Występy reprezentantów Gruzji

### Mężczyźni
| Konkurencja | Zawodnik       | Kwal. | Kwal. | Półfinał      | Półfinał      | Finał         | Finał         |
| Konkurencja | Zawodnik       | Wynik | Poz.  | Wynik         | Poz.          | Wynik         | Poz.          |
| ----------- | -------------- | ----- | ----- | ------------- | ------------- | ------------- | ------------- |
| 110 m ppł   | Dawit Ilariani | 13.86 | 39    | Nie awansował | Nie awansował | Nie awansował | Nie awansował |

### Kobiety
| Konkurencja    | Zawodniczka        | Kwal. | Kwal. | Finał          | Finał          |
| Konkurencja    | Zawodniczka        | Wynik | Poz.  | Wynik          | Poz.           |
| -------------- | ------------------ | ----- | ----- | -------------- | -------------- |
| Pchnięcie kulą | Mariam Kewkiszwili | 17.95 | 14    | Nie awansowała | Nie awansowała |